# Last Looks
Last Looks là một bộ phim bí ẩn Mỹ-Anh năm 2022, do Tim Kirkby đạo diễn, từ kịch bản của Howard Michael Gould dựa trên tiểu thuyết cùng tên của ông. Phim có sự tham gia của Charlie Hunnam, Mel Gibson, Morena Baccarin, Lucy Fry, Rupert Friend, Dominic Monaghan, Jacob Scipio và Clancy Brown.

## Tiền đề
Last Looks dựa trên cuốn tiểu thuyết tội phạm bí ẩn cùng tên năm 2018, cuốn đầu tiên trong sê-ri Charlie Waldo do Gould viết. Cuốn thứ hai trong sê-ri, Below the Line, được xuất bản vào tháng 8 năm 2019.
Theo The Hollywood Reporter, 
Bộ phim "giới thiệu một anh hùng mới là cựu thám tử LAPD bị thất sủng Charlie Waldo (Hunnam), hiện đang sống cuộc sống của một người theo chủ nghĩa tối giản trong rừng. Cuộc sống bình lặng của anh đột ngột dừng lại khi anh ấy bị buộc phải quay trở lại làm việc với tư cách là một thám tử tư để điều tra vụ sát hại vợ của một ngôi sao truyền hình lập dị."

## Diễn viên
- Charlie Hunnam ...	Charlie Waldo: cựu cảnh sát, điều tra viên trẻ tuổi nhất LAPD
- Mel Gibson ...	Alastair Pinch: diễn viên nổi tiếng, người bị tình nghi giết vợ mình
- Morena Baccarin ...	Lorena Nascimento: người yêu cũ của Charlie Waldo
- Lucy Fry ...	Jayne White: giáo viên mầm non dạy Gaby Pinch, cũng từng là người tình của Alastair
- Rupert Friend ...	Wilson Sikorsky: người đứng đầu các trang báo, và chính là thủ phạm giết Monica Pinch
- Dominic Monaghan ...	Warren Gomes: luật sư chuyên về thương tật cá nhân
- Jacob Scipio ...	Don Q: người bám theo Waldo đòi lại cái USB trong đó có bài thơ sử thi hắn viết cho con gái mình
- Clancy Brown ...	Big Jim Cuppy: cảnh sát trưởng thuộc đồn cảnh sát Los Angeles
- Paul Ben-Victor ...	Trung úy Pete Conady: thuộc đồn cảnh sát Los Angeles
- Method Man ...	Swag Doggg: phụ huynh của 1 bé học lớp mầm non của cô giáo Jayne White
- David Pasquesi ...	Darius Jamshidi: người đã thuê luật sư Warren Gomes và không muốn Waldo nhúng mũi vào vụ án của Alastair Pinch
- Robin Givens ...	Fontella Davis: luật sư biện hộ của Pinch
- CC Castillo	...	Rosario: bảo mẫu của nhà Pinch
- Sophie Fatu	...	Gaby Pinch: con gái Alastair Pinch
- Randall Newsome	...	Freddie Dellamore: bạn của Charlie Waldo, làm việc ở phòng khám nghiệm tử thi
- Deacon Randle	...	Nini: tay sai của Don Q
- Austin Freeman	...	Sĩ quan Annis: thuộc đồn cảnh sát Los Angeles
- Xen Sams	...	Allie Jamshidi: vợ của Darius Jamshidi

## Sản xuất
Vào tháng 10 năm 2018, Charlie Hunnam, Mel Gibson và Eiza González tham gia dàn diễn viên của bộ phim, khi đó có tên là Waldo, với Tim Kirkby chỉ đạo từ kịch bản của Howard Michael Gould. Vào tháng 6 năm 2019, Jacob Scipio, Dominic Monaghan, Clancy Brown, Morena Baccarin và Paul Ben-Victor đã tham gia dàn diễn viên của bộ phim. Vào tháng 7 năm 2019, Lucy Fry tham gia dàn diễn viên của bộ phim. Vào tháng 8 năm 2019, Rupert Friend và Method Man tham gia dàn diễn viên của bộ phim. Phim được đổi tên từ Waldo thành Last Look vào tháng 6 năm 2020. Vào tháng 12 năm 2021, RLJE Films đã mua bản quyền ở Bắc Mỹ đối với bộ phim và ấn định phát hành vào tháng 2 năm 2022.
Quay phim chính bắt đầu ở Atlanta vào ngày 18 tháng 6 năm 2019.

## Phát hành
Last Look được phát hành vào ngày 4 tháng 2 năm 2022.